# Odorrana hainanensis
Odorrana hainanensis är en groddjursart som beskrevs av Fei, Ye och Li 200. Odorrana hainanensis ingår i släktet Odorrana och familjen egentliga grodor. IUCN kategoriserar arten globalt som sårbar. Inga underarter finns listade i Catalogue of Life.